# Facelift (canción de Soft Machine)
«Facelift» es una composición instrumental del grupo inglés de jazz fusion Soft Machine. Compuesta por el bajista Hugh Hopper, es la primera canción en el Disco 1 de Third (1970).

## Personal
- Mike Ratledge – teclados
- Elton Dean – saxofón alto, saxello
- Hugh Hopper – bajo
- Robert Wyatt – batería

Adicionales
- Lyn Dobson - flauta, saxofón soprano
- Bob Woolford – ingeniero de sonido